# Her mit den kleinen Schweinchen
Her mit den kleinen Schweinchen ist ein deutsches Sexlustspiel aus dem Jahre 1984 von Otto W. Retzer mit Wolfgang Fierek in einer Hauptrolle.

## Handlung
Im Zentrum des Geschehens steht der lebenslustige Bayer Wolfgang und sein Kumpel Egon. Beim morgendlichen Joggen treffen sich die beiden wieder, und bald sprechen sie über deren Lieblingsthema: Frauen und Sex. Als es über persönliche Präferenzen geht, kommt man zum Schluss, dass es für Egon doch besser wäre, sich bei der Frauenwahl lieber eine reiche Alte als eine arme Junge zu angeln. So kommt es, dass Wolfgang ein Auge auf die nette, junge und attraktive Eva wirft, während Egon sich die in die Jahre gekommenen wohlhabende Witwe Olga zur Frau nimmt, die nach Egons Messlatte doch eher zur ersten Kategorie zu zählen wäre. Nun hat er zwar keine Geldsorgen mehr, dafür wacht die eifersüchtige Olga aber mit Argusaugen über die außerhäuslichen Aktivitäten ihres jüngeren Ehemannes. 
Mit Sorge betrachtet Wolfgang, wie sein Kumpel in dieser ehelichen Beziehung einzugehen droht und schlägt ihm deshalb vor, ihn zum „Ball der Schweinchen“ zu begleiten. Dort laufen angeblich lauter hübsche junge Damen in Maskierungen herum. Egon verliebt sich in ein scheinbar besonders süßes Mädchen, von der er bis zur Demaskierung am nächsten Morgen nicht ahnt, dass es sich dabei um seine Olga handelt. Handlungsnebenstränge sind beispielsweise die Geschichte von Freddy, einem großen Saunafan, der eines Tages vollkommen nackt unter dem Bett der hübschen Carry deren Liebhaber Johnny kennen lernt oder die Geschichte vom Hausmädchen Evi, die sich zusätzliches Geld dank angebotener Liebesdienste im Haushalt ihrer Herrschaften verdient und mit ihren Eskapaden den gesamten Haushalt aufgrund entstehender Eifersüchteleien durcheinanderbringt. 

## Produktionsnotizen
Her mit den kleinen Schweinchen entstand rund um den Wörthersee und wurde am 11. Mai 1984 im Filmpalast zu München uraufgeführt.
Regisseur Retzer kümmerte sich auch um die Produktionsleitung. Rolf Albrecht entwarf die Kostüme.

## Kritiken
Die Fachzeitschrift Cinema nannte den Film eine „feucht-fröhliche Nackedei-Posse“ und eine „aufgeknöpfte Komödie“
Im Filmdienst heißt es: „Ein haarsträubend dummer Verwechslungsschwank, der hauptsächlich von sexgierigen Männern und Frauen bevölkert wird und Stottern, Homosexualität und Häßlichkeit als Belustigungsmotive anbietet. Optisch dominiert die übliche fade Fleischbeschau, in den Dialogen zotige Zweideutigkeit.“